# Octamyrtus arfakensis
Octamyrtus arfakensis là một loài thực vật có hoa trong Họ Đào kim nương. Loài này được Kaneh. & Hatus. ex C.T.White mô tả khoa học đầu tiên năm 1951.